# Zdzisław Stąpor
Zdzisław Stąpor (ur. 16 marca 1919, zm. 21 października 1996) – polski historyk, docent, pułkownik Wojska Polskiego.
Był pracownikiem naukowym Wojskowego Instytutu Historycznego. Od 1959 był zastępcą komendanta Wojskowego Instytutu Historycznego. 

## Wybrane publikacje
- Wybrane operacje i walki Ludowego Wojska Polskiego: zbiór artykułów, Warszawa: Wydawnictwo Ministerstwa Obrony Narodowej 1957.
- (współautor: Stanisław Rzepski), Historia 25 pułku piechoty, Warszawa: Wydawnictwo Ministerstwa Obrony Narodowej 1957.
- Odabrane operacije Poljske Narodne Vojske, prev. sa pol. Petar Kleut, uvod Zdjislav Stonpor, Beogard: Vojnoizdavački Zavod JNA "Vojno Delo" 1963.
- (współautorzy: Tadeusz Rawski, Jan Zamojski) Wojna wyzwoleńcza narodu polskiego w latach 1939-1945: węzłowe problemy, Warszawa: Wydawnictwo Ministerstwa Obrony Narodowej 1963 (wyd. 2 - 1966; przekład niemiecki: Der Befreiungskrieg des polnischen Volkes 1939-1945: Hauptprobleme, Warszawa: Verlag des Min. für nationale Verteidigung 1966; przekład rosyjski: Osvoboditel'naâ vojna pol'skogo naroda v 1939-1945 gg.: osnovnyje problemy , Varšava: Izdat. Min. nacional'noj oborony 1966; przekład hiszpański: Guerra libertadora del pueblo polaco en los años 1939-1945: problemas fundamentales, Varsovia : Ed. del Min. de la defensa nacional 1966; przekład angielski: The liberation war waged by the Polish people in the years 1939-1945: the key problems, Warsaw: Publication of the Ministery of National defense 1966).
- (współautor: Bogdan Hillebrandt), Partyzantka na Kielecczyźnie 1939-1945, Warszawa: Wydawnictwo Ministerstwa Obrony Narodowej, 1967 (wyd. 2 popr.- 1970).
- Bitwa o Berlin: działania 1 armii WP kwiecień-maj 1945, Warszawa: Wydawnictwo Ministerstwa Obrony Narodowej 1973.
- XXX lat Akademii Sztabu Generalnego WP : w służbie obronności Polskiej Rzeczypospolitej Ludowej, red. nauk. Zdzisław Stąpor, Warszawa : Akademia Sztabu Generalnego WP im. gen broni K. Świerczewskiego 1977.
- Berlin 1945, Warszawa: Wydaw. Min. Obrony Narodowej 1980 (wyd. 2 - Warszawa: Bellona 2005), seria Historyczne Bitwy.

## Odznaczenia
- Brązowy Medal „Za zasługi dla obronności kraju” (1967)[3]